# Penisola Kurgal'skij
La penisola Kurgal'skij (in lingua russa Кургальский полуостров) si trova nella parte nord-occidentale della Russia e si affaccia sul golfo di Finlandia. Amministrativamente fa parte del Kingiseppskij rajon dell'oblast' di Leningrado, nel Circondario federale nordoccidentale.

## Geografia
La penisola separa il golfo della Narva dal golfo della Luga sulla costa meridionale del golfo di Finlandia. Nella parte meridionale della penisola scorre il fiume Luga che sbocca nell'omonima baia e sul cui estuario sorge il porto di Ust'-Luga. I due maggiori laghi sono il Lipovskoe (Липовское), di acqua salata, e il Beloe (Белое), di acqua dolce. Vi sono inoltre grandi paludi.
Il rilievo della penisola è prevalentemente piatto. Il punto più alto è di 47 m. La continuazione tettonica della penisola è la barriera corallina Kurgal'skij (Кургальский риф), che comprende le isole di Janisari, Kurgolovskaja Rejma, Remisar, Changeloda, Chitamatala (Янисари, Курголовская Рейма, Ремисар, Хангелода, Хитаматала).

### Fauna

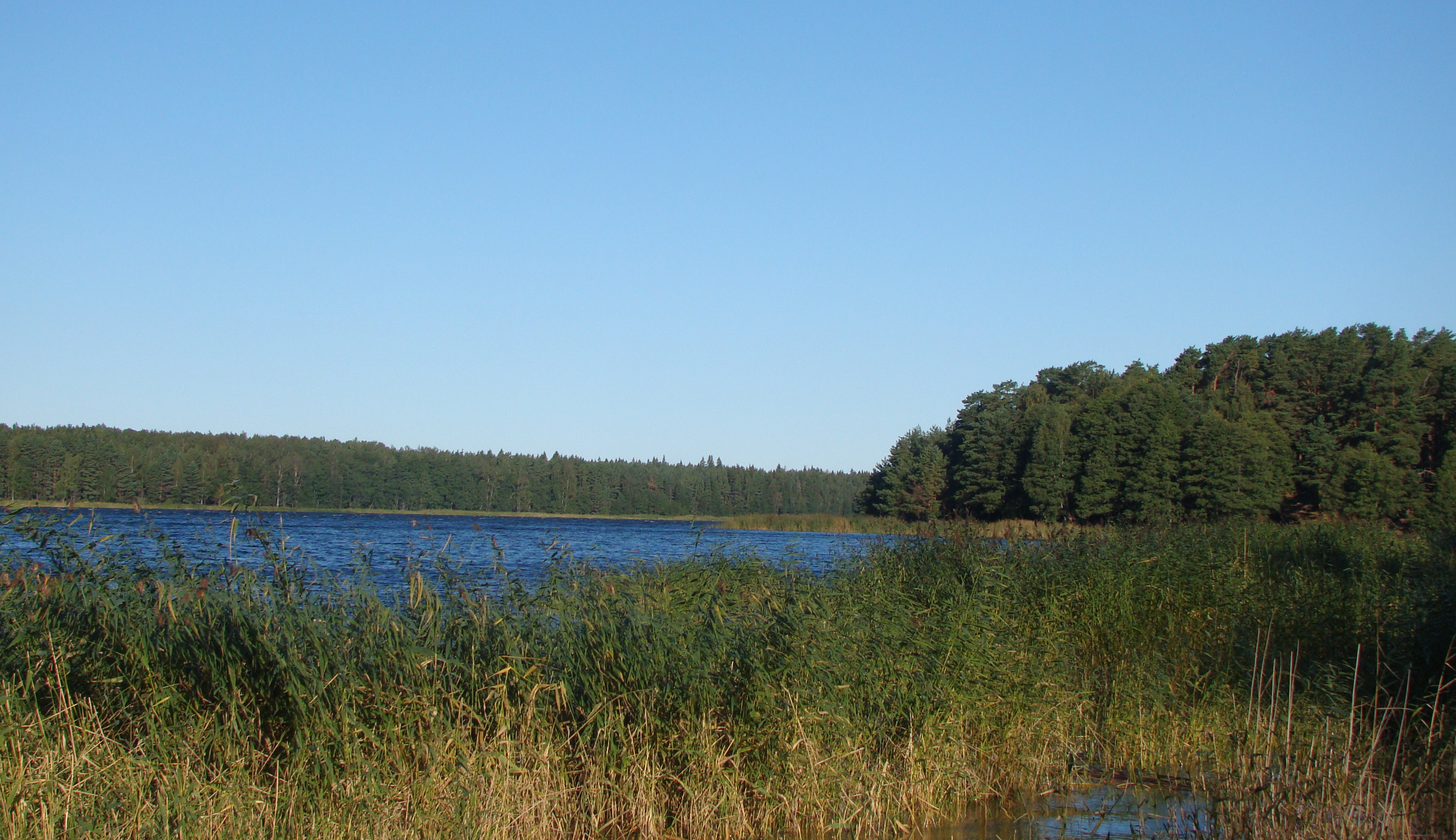
Il lago Lipovskoe

La costa della penisola, le isole e le acque poco profonde adiacenti a esse sono luogo di raduno e sosta di molti uccelli durante i periodi di migrazione. Qui nidificano molte specie rare per la regione di Leningrado, tra cui: l'orco marino, l'edredone comune, l'oca selvatica e il cormorano comune. Nei boschi di pecci intorno alla grande palude (болото Большое) e al lago Beloe, nidifica l'aquila di mare coda bianca. Sulle scogliere della barriera Kurgal'skij ci sono foche grigie e foche dagli anelli. Lungo la penisola si incontrano mustelidi, volpi, cinghiali, alci e orsi bruni. Nei boschi vicino al villaggio di Tiskolovo (a nord-ovest) vive il quercino.
Le zone umide della penisola sono di importanza internazionale, soggette alla Convenzione di Ramsar, come habitat per gli uccelli acquatici e formano la «Riserva Kurgal'skij».